# サミュエル・ベケット
サミュエル・ベケット（Samuel Beckett, 1906年4月13日 - 1989年12月22日）は、アイルランド出身の劇作家、小説家、詩人。不条理演劇を代表する作家の一人であり、小説においても20世紀の重要作家の一人とされる。1945年以降おもにフランス語で執筆した。ウジェーヌ・イヨネスコと同様に、20世紀フランスを代表する劇作家としても知られている。1969年にはノーベル文学賞を受賞している。

## 経歴

### 戦前
1906年の4月13日、アイルランドのダブリン県フォックスロックに住む裕福な中流家庭の次男として誕生。聖金曜日に生まれたが、なんらかの手続き上の混乱により、出生証明書の日付は5月13日生まれとなっている。苗字の本来の綴りはフランス語のBecquet（ベケ）であり、1598年のナントの勅令でアイルランドに亡命したユグノーの子孫と伝えられるが、この言い伝えについては異説も多い。
1923年から1927年にかけて、ダブリンのトリニティカレッジで、英語、フランス語、イタリア語などを学ぶ。その後1928年から2年ほどの間、パリの高等師範学校で教師の職を得て過ごす。ベケットはパリでジェイムズ・ジョイスと知り合い、深い影響を受けた。ベケットはジョイスの書く断片の口述筆記や複写なども手伝ったが、それらはジョイスの小説『フィネガンズ・ウェイク』（1939年）の中に含まれている。
1930年、トリニティカレッジの3年間の講師職を得て、ベケットはアイルランドに戻った。しかし2年も経たないうちに辞職し、著述業をしつつヨーロッパを転々とする。そして1937年、パリに定住した。
1938年1月、通りを歩いている最中に、見知らぬ売春斡旋者の男に突然刺されるという事件が発生した。ナイフは心臓をかすめたが、ベケットは自力で病院に駆け込んだ。意識を取り戻した時には、ジェイムズ・ジョイスが主治医と共におり、介抱の仕方を習っている最中だったという。のち、加害者は裁判でベケットに謝罪し、なぜそのようなことをしたのかわからないと語った。
入院中、訪問客の一人であったシュザンヌ・デシュヴォー＝デュムニールと深い仲になり、交際を始めた。後年、シュザンヌはベケットの仕事を助け、時にはジャーナリズムや批判者から守る役割もした。1961年に二人は結婚する。

### 戦中・戦後
1939年、第二次世界大戦が勃発。1940年にはナチス・ドイツがフランスに侵攻し、パリを占領した。
大戦中、フランスのレジスタンスグループに加入。ナチスに対する抵抗運動に参加する。しかしゲシュタポの捜査が身辺に迫り、友人が逮捕されたことを受けて小説家ナタリー・サロートの自宅の屋根裏に長期間かくまわれ、同じくゲシュタポから隠れていたサロートの父親と同居生活を過ごした。
その後パリを脱出。田園地帯を数か月放浪の後、ヴォクリューズ県の小コミューンであるルシヨンに2年半もの間潜伏した。その期間、ベケットは小説『ワット』（1953年）を書いた。
戦後はパリに戻り、執筆活動を再開。50年代に入ると三部作の小説『モロイ』（1951年）、『マロウンは死ぬ』（1951年）、『名づけえぬもの』（1953年）を発表、20世紀文学における小説の革新において大きな足跡を標した。
1952年、現代演劇に多大な影響を及ぼすことになる戯曲『ゴドーを待ちながら』を発表。彼自身は「三部作を書く苦闘の中での息抜き」として書いたと述べていたが、その新しさと普遍性によって彼の作品の中でもっとも著名なものとなる。同戯曲は翌年、ロジェ・ブランの演出によって、パリの小さな前衛演劇の劇場であるテアトル・ド・バビロン（Thétre de Babylone）で初演された。
1959年、ベケットは母校のトリニティ・カレッジより名誉博士号を授与された。1961年、ホルヘ・ルイス・ボルヘスと共にフォルメントール賞を受賞。そして1969年10月、ノーベル文学賞を受賞する。文学や戯曲の分野で、新しい表現方法を切り開いたことがその理由だった。
1989年12月22日、死去。彼の妻シュザンヌがこの世を去った5か月後のことだった。遺体はパリのモンパルナス墓地に埋葬された。墓石は磨き上げた花崗岩の板で、表面には「Samuel Beckett 1906-1989」という文字と、彼に先立って世を去った妻シュザンヌについての同様の記述がシンプルに刻まれている。墓石のそばには1本の木がぽつんと立っている。

## 作品論・作家論
『ゴドーを待ちながら』は二幕劇。木が一本しかない舞台で、二人の浮浪者がゴドーを待ち続けている。だが二人はゴドーに会ったことはない。待ちながら、たわいもないゲームをしたり、滑稽で実りのない会話を交わし続ける。そこにもう二人別の人物が通りかかり、さらにとりとめのない会話と遊戯が続く。一日の終わり、少年がやってきて、ゴドーが今日は来ないと告げる。二人はもう一日待とう、明日ゴドーがこなければ首を吊ろう、という。同じことがまた翌日繰り返され、芝居はそこで終わる。
ストーリーは特に展開せず、自己の存在意義を失いつつある現代人の姿とその孤独感を斬新なスタイルで描いている。当初は悪評によって迎え入れられたが、少しずつ話題を呼び人気を集めるようになった。初演の約5年後には、20言語以上に翻訳された。同作品は不条理劇の傑作と目されるようになり、現在もなお、世界各地で公演され続けている。
その後も作品ごとに、様々な新しい手法を試み続けたベケットは、第二次大戦後の演劇を語る上で無視できない存在と言える。その作品群は、不条理劇の系譜を継ぐ作家達のみならず、現代劇の作り手全般に多大な影響を及ぼした。また『クワッド』をはじめとするテレビ向けの作品やラジオ向けの作品も手がけており、そのそれぞれにおいて特異な作品世界を作り上げている。
能との関係はよく知られているが、俳句の様式や精神も浸透している。ベケットはセルゲイ・エイゼンシュタインに心酔していて、技法を学びとろうとしていたが、監督のモンタージュ理論のヒントが俳句や浮世絵だった。その理論は、ロシア・アヴァンギャルド映画の中核をなし、やがて大のエイゼンシュタイン・ファンだったベケットの芸術と精神に受けつがれた。
当初は自作の演出を他人に任せていたが、やがて自ら演出に出向くようにもなった。ベケット自身による演出は、言葉や行為のリズムやテンポを重視したものだったと伝えられている。
演劇評論家のハロルド・ブルームは、ベケットの演劇はシェイクスピア、モリエール、ラシーヌやイプセンと同じように後世に残るだろうと述べている。
散文においては、特異な光景、切り詰めた語り、錯綜した描写、物語ることそのものを突き詰めたようなモノローグなどによって独自の世界を確立し、その傾向は三部作（とりわけ『名づけえぬもの』）においてひとつの頂点に達したと言われる。それらの作品はのちのヌーヴォー・ロマンの先駆けともなり、また『マロウンは死ぬ』における「“私”がさまざまな物語をメモに書き付けていく」という形式は、メタフィクションの大いなる先例の一つとなった。その後の作品、『事の次第』や『伴侶』、『また終わるために』などにおいては、表現する言葉そのものを切り詰めつつ更なる作品の可能性を探求することに努力が費やされた。
アメリカの作家ドン・デリーロは、読み手の世界の見方そのものを変えてしまう力を持ちえた作家として、カフカとベケットの名を挙げている。

## 主な作品
以下にベケットの主な作品を挙げる。ベケットは主にフランス語か英語で執筆をし、後に自身で英語やフランス語への翻訳を行っている。年度の後に仏とある場合はフランス語版の、英とある場合は英語版の発表・出版年を意味する。邦題は主に、『ベケット戯曲全集』（白水社、安堂信也・高橋康也訳、のち『ベスト・オブ・ベケット』で新版再刊）などを参考にしている。

### 戯曲
- 『エレウテリア（自由）』  - Eleuth ria（1947年 出版は1995年）。坂原眞里訳、白水社 1997年
- 『ゴドーを待ちながら』 - En attendant Godot（1952年 仏）、Waiting for Godot（1955年 英）。安堂信也・高橋康也訳、白水Uブックス（新装版）、2013年
- 『勝負の終わり』 - Fin de partie（1957年 仏）、Endgame（1958年 英）
- 『クラップの最後のテープ』 - Krapp's Last Tape（1958年）
- 『しあわせな日々』 - Happy Days（1961年 英）、Oh les beaux jours（1963年 仏）
- 『芝居』 - Play（1964年 英）
- 『息』 - Breath（1969年 英）
  - 『ベスト・オブ・ベケット』、白水社（全3巻）、新装版2009年。旧名「ベケット戯曲全集」安堂信也・高橋康也訳、1978年ほか
  - 『新訳 ベケット戯曲全集』、白水社（全4巻）、岡室美奈子・長島確監修、2018年 - 2025年
    - 『1 ゴドーを待ちながら／エンドゲーム』
    - 『2 ハッピーデイズ　実験演劇集』
    - 『3 フィルム　映画・ラジオ・テレビ作品集』
    - 『4 エレウテリア』

### 小説
- 『並には勝る女たちの夢』 - Dream of Fair to Middling Women（処女小説、1932年執筆、1992年出版）[5]
  - 田尻芳樹訳、白水社 1995年
- 『蹴り損の棘もうけ』 - More Pricks Than Kicks （1934、短編集）
  - 川口喬一訳 白水社 1972年、新装版2003年
- 『マーフィー』 - Murphy（1938）
  - 三輪秀彦訳 早川書房 1970年 のち文庫
  - 川口喬一訳 白水社 1971年、新装版2001年
- 『ワット』 - Watt（1943年執筆、1953年出版）
  - 高橋康也訳 白水社 1971年、新装版2001年、2021年
- 『メルシェとカミェ』 - Mercier and Camier （1946年執筆、1970年出版）
  - 『初恋・メルシェとカミェ』安堂信也訳 白水社 1971年、新装版2004年
- 『モロイ』 - Molloy（1951年 仏、1955年 英）
  - 三輪秀彦訳 集英社 1969年
  - 安堂信也訳 白水社 1969年、新装版1995年
  - 安藤元雄訳、筑摩書房 1982年
  - 宇野邦一訳、河出書房新社 2019年
- 『マロウンは死ぬ』 - Malone Meurt（1951年 仏） - Malone Dies（1956年 英）
  - 永坂田津子・藤井かよ訳 太陽社 1969年
  - 高橋康也訳、白水社 1969年、新装版1995年
  - 宇野邦一訳、河出書房新社 2019年
- 『名づけえぬもの』 - L'Innommable（1953年 仏） - The Unnamable（1958年 英）
  - 安藤元雄訳、白水社 1970年、新装版1995年
  - 岩崎力訳、中央公論社「世界の文学」1970年
  - 宇野邦一訳、河出書房新社 2019年（邦題『名づけられないもの』）
- 『事の次第』 - Comment c'est （1961年 仏） - How It Is（1964年 英）
  - 片山昇訳 白水社 1972年、新装版2016年
  - 『どんなふう』宇野邦一訳 河出書房新社 2022年
- 『また終わるために』 Pour finir encore et autres foirades （1976年 仏） - For to End Yet Again and Other Fizzles （1976年 英）
  - 高橋康也・宇野邦一訳 書肆山田 1997年
- 『伴侶』 - Company （1979年 英） - Compagnie （1980年 仏）
  - 宇野邦一訳 書肆山田 1990年
- 『見ちがい言いちがい』 Mal Vu Mal Dit （1981年 仏） - Ill Seen Ill Said（1982年 英）
  - 宇野邦一訳 書肆山田 1991年
- 『いざ最悪の方へ』Worstward Ho （1983年）
  - 長島確訳 書肆山田 1999年
- 『サミュエル・ベケット短編集』白水社。片山昇・安堂信也・高橋康也訳、1972年／新装版「サミュエル・ベケット短編小説集」2015年

### ラジオドラマ
- All That Fall（1957年 英）BBC制作

### 評論・論文
- 『プルースト』Proust, 1931 大貫三郎訳 せりか書房 1970年、新版1993年
- 『詩評論小品』高橋康也 他訳 白水社 1972年
  - 『ジョイス論/プルースト論 ベケット詩・評論集』高橋康也 他訳 白水社 1996年、新版2020年
- 『サミュエル・ベケット証言録』ジェイムズ&エリザベス・ノウルソン編著、田尻芳樹・川島健訳 白水社 2008年

### 映画脚本
- 『フィルム』Film（1965年 米）監督：アラン・シュナイダー（英語版）、出演：バスター・キートン[6][7]

## 関連書籍（ベケット研究・評論）
- James Knowlson . Damned to Fame: The Life of Samuel Beckett .1996.
（ジェイムズ・ノウルソン著、高橋康也ほか訳『ベケット伝』上下巻（白水社、2003年）
- 『サミュエル・ベケット証言録』（白水社、2008年）
ジェイムズ・ノウルソン／エリザベス・ノウルソン編著、田尻芳樹・川島健訳
- ディアドリィ・ベァ『サミュエル・ベケット　ある伝記』（五十嵐賢一訳、書肆半日閑、2009年）
- 高橋康也監修『ベケット大全』（白水社、1999年）
- 近藤耕人編著『サミュエル・ベケットのヴィジョンと運動』（未知谷、2005年）
- 水声通信 no.22「サミュエル・ベケット特集」（水声社 、2008年)
- 岡室美奈子・長島確・川島健『サミュエル・ベケット!　これからの批評』（水声社、2012年)
- 井上善幸・近藤耕人編著『サミュエル・ベケットと批評の遠近法』（未知谷、2016年）
- 高橋康也 『サミュエル・ベケット』（白水Uブックス、2017年）。新版